# Yzeron
Yzeron é uma comuna francesa na região administrativa de Auvérnia-Ródano-Alpes, no departamento de Ródano. Estende-se por uma área de 10,75 km². Em 2010 a comuna tinha 1 029 habitantes (densidade: 95,7 hab./km²).